# Jachet de Mantua
Jachet de Mantua, de nombre de nacimiento Jacques Colebault, (Vitré, 1483 - Mantua, 2 de octubre de 1559) fue un compositor, cantor y maestro de capilla franco-flamenco del Renacimiento.

## Vida
Dado que Jachet de Mantua solo firmaba sus obras con el nombre y sin apellido, siendo el nombre un diminutivo de «Jacques» [Jaime], un nombre muy frecuente en Francia, a menudo ha habido confusiones en su biografía y la atribución de sus obras ya desde el siglo XVI. La confusión con otros compositores del mismo nombre y nombres similares se ha dado especialmente con Jacquet de Berchem, pero también con menos conocidos como Giaches Brunel o Jacques du Pont. Tales similitudes en los nombres han dificultado la investigación histórico-musical hasta hace poco, especialmente la atribución inequívoca de las composiciones. Su apellido, registrado en otro lugar, era «Colebault», lo que dio lugar a especulaciones de que pudo haber estado relacionado con el entonces estimado cantante Antoine Colebault, de lo que no hay evidencia documental.
No ha sobrevivido información sobre la familia de origen y el período de formación de Jachet de Mantua. Parece haber ido a Italia a una edad relativamente joven, porque hay constancia de que estuvo al servicio de la familia ducal de Este en Ferrara en 1516, 1524 y 1525 como «Iachetto cantore» y de 1519 a 1520 como «maestro Giachetto cantor» al servicio de la familia Rangoni en Módena. También se cree que en Ferrara en 1525 se desarrolló una relación amistosa más estrecha con Adrian Willaert, el fundador de la escuela veneciana. Ya en 1520, Jachet era muy conocido como compositor y algunas de sus obras ya estaban muy extendidas en el norte de Italia. 
El documento sobre la muerte de «Polonia, esposa de Cantor Jachet» se considera la primera prueba de su actividad en Mantua, según la cual pudo haber vivido en Mantua durante algún tiempo. Su ciudadanía allí solo le fue otorgada el 20 de abril de 1534. Antes de eso, los pagos papales a «Jacquet cantore» entre 1530 y 1532 indican que el compositor se encontraba en Roma; el cardenal Hércules Gonzaga (1505-1563), su empleador posterior, también pasó la mayor parte de su tiempo en Roma en esta época. Además, un tal «Jacquet» perteneció a la capilla papal de 1531 a 1532; sin embargo, los historiadores de la música admiten que también podría haber sido Jacques du Pont.
La última fase bien documentada de la vida del compositor en Mantua comienza con su nombramiento como magister de los infantes del coro en la Catedral de San Pedro y como maestro de capilla en la misma iglesia desde 1535 a más tardar; no solo dominó la vida musical de la ciudad, sino que también fue uno de los principales compositores más allá de las fronteras del país. En Mantua ocupó un cargo especial por su subordinación directa al cardenal. Su fama también se basó en numerosas publicaciones de sus obras, por lo que muchos autores contemporáneos trataron su obra en sus escritos. Estos incluyen al teórico de la música Giovanni Maria Artusi (c. 1540-1613), el humanista Cosimo Bartoli (1503-1572), el compositor Juan Bermudo (c. 1510-c. 1565), el dramaturgo Andrea Calmo (1510-1571), el teórico de la música Pietro Domenico Cerone (1566–1625), el autor Pietro Cinciarino (* c. 1510), el teórico de la música Adrianus Petit Coclico (1499/1500–1562), el teórico de la música Giovanni Del Lago (c. 1490–1544), el escritor musical Antonio Francesco Doni (1513–1574), el poeta Teófilo Folengo (c. de 1496-1544), el teórico de la música Silvestro Ganassi dal Fontego (* 1492), el teórico de la música Giovanni Maria Lanfranco (alrededor de 1490-1545), el músico eclesiástico y teórico de la música Pietro Ponti (1532-1595), el compositor Matteo Rampollini (1497–c.1553), el poeta Pierre de Ronsard (1524–1585) y el teórico de la música Stefano Vanneo (c.1493–c.1540). 
Jachet de Mantua se retiró en 1558. Al año siguiente murió en Mantua; el cardenal Gonzaga concedió una pensión a su familia.

## Obra
Hay 23 misas de Jachet de Mantua, más de 100 motetes, muchos de ellos para ocasiones de Estado, 3 magníficats, también himnos y salmos de Vísperas, así como 3 obras profanas. Puede ser considerado uno de los más importantes creadores de música sacra de la generación posterior a Josquin. A diferencia de Nicolas Gombert y Adrian Willaert, en la mayoría de sus obras empleó una técnica compositiva ejemplar e imaginativa, acorde a su tiempo, que solo muestra rasgos individuales en los detalles, con lo que corresponde al ideal estilístico de mediados del siglo XVI de un ingenioso equilibrio. A veces empleó técnicas de imitación inusuales, reservado en sus efectos de contraste y muestra su dominio superior de las técnicas canónicas con solo unos pocos ejemplos. En términos de armonía, sus obras revelan claridad y falta de ambigüedad. A pesar de su dominio del contrapunto, muestran una melodía pegadiza y cantable en todas las partes, con especial atención al acento de la palabra.
La mayoría de las Misas del compositor son Misas parodia sobre modelos sacros y seculares, en las que llama la atención la alta proporción de motetes de Jean Mouton. En algunos casos, los modelos determinan fuertemente las composiciones, como en las misas «Si bona suscepimus», «In die tribulationis» o «Surge Petre»; en otras misas el compositor procede a un examen independiente del material melódico del modelo, como en las misas «Rex Babylonis» o «Peccata mea». Las misas «Chiare dolci e fresche acque», «Alla dolce ombra» y «Vado ad eum» muestran un manejo particularmente independiente del modelo respectivo, en el que Jachet hila motivos y secciones, los varía y los contrasta con sus propios temas. Sus misas «Hercules dux Ferrariae» y «Ferdinandus dux Calabriae», por otro lado, están basadas en las misas de Josquin.
El extenso inventario de motetes de Jachet de Mantua expresa la variable finalidad y la independencia artística de este género musical en vísperas de la reforma litúrgica del Concilio de Trento. Tres cuartas partes de los textos del motete proceden de la liturgia o son libremente litúrgicos, mientras que el resto se remonta a textos bíblicos o no son de origen eclesiástico. Los motetes son inicialmente a cuatro voces, luego a cinco voces de su época en Mantua, de acuerdo con la corriente artística de la época. Dos de los motetes seculares merecen una mención especial: «Dum vastos Adriae» como un ejemplo compositivamente particularmente exigente del culto a Josquin a mediados del siglo XVI; así como «Enceladi Coeique soror» como un homenaje inusual a la cría de caballos de la familia Gonzaga, una correspondencia con la Sala dei Cavalli en el Palazzo del Tè de Mantua del pintor y arquitecto manierista Giulio Romano. En los últimos años de su vida, Jachet de Mantua recurrió a un repertorio estrictamente litúrgico de himnos y salmos, un género definido por la moderación estilística y rasgos enfáticamente conservadores como las técnicas de fauxbourdon, canon y cantus firmus; esto probablemente sucedió con respecto a la oposición polifónica de ciertos círculos del Concilio de Trento, pero también a la candidatura de su patrón al trono papal. Esto aún no incluye los Salmos de doble coro, que fueron escritos en colaboración con Willaert.